# Crested Butte
Crested Butte est une ville du comté de Gunnison, dans le Colorado. Une ancienne ville minière aujourd'hui appelée « the last great Colorado ski town » (« la dernière grande ville du ski du Colorado »), Crested Butte est une destination de ski, VTT et d'autres activités de plein air.
Selon le recensement de 2010, sa population s'élève à 1 487 habitants. La municipalité s'étend sur 0,84 milles carrés (2,18 km2).
La Crested Butte doit son nom à sa ressemblance à une crête de coq (cock's crest en anglais).

## Personnalités
- Stevie Kremer, skieuse-alpiniste et athlète, institutrice à Crested Butte[4].

## Démographie
| 1890 | 1900 | 1910 | 1920  | 1930  | 1940  |
| ---- | ---- | ---- | ----- | ----- | ----- |
| 857  | 988  | 904  | 1 213 | 1 251 | 1 145 |

| 1950 | 1960 | 1970 | 1980 | 1990 | 2000  |
| ---- | ---- | ---- | ---- | ---- | ----- |
| 730  | 289  | 372  | 959  | 878  | 1 529 |

| 2010  | - | - | - | - | - |
| ----- | - | - | - | - | - |
| 1 487 | - | - | - | - | - |